# 丹崑特大橋
丹崑特大桥（丹阳至崑山特大桥）是目前世界上最長的橋樑。它是京沪高速铁路江苏段1座长达164.851公里的高架桥，东起苏州崑山市，西到镇江丹阳市。

## 桥梁
丹崑特大桥位于京沪高速铁路丹阳北站至上海虹桥站之间。由于江苏南部处于长江三角洲冲積平原之中，地理特征为低窪软土广布，运河、湖泊水网密集。同时由于此地区经济发达，土地资源较为紧缺。因此使用高架桥可以减少沉降，并节约土地，并避免与横穿铁路的行人、车辆可能发生的相撞事故。这座桥的大致走向与长江平行，在长江以南5到10千米处（无锡、苏州段距离较远）。其中苏州市境内有1段长9千米的部分跨越阳澄湖。为避免对阳澄湖水质产生破坏，此处建桥采用泥浆外运的方法。

## 建设
此桥于2008年4月7日灌注第1根桩，2009年5月24日完成桥梁架设，2010年11月6日完成铺轨工作，并于2011年6月30日随京沪高铁投入使用。丹崑特大桥的建设雇佣了大约10000人，持续长达4年，并耗费了大约85亿美元（约合540亿元人民币）。截至2020年11月，丹崑特大桥仍然保持着世界最长桥梁吉尼斯世界纪录。